# پایگاه هوایی التقدم
پایگاه هوایی التقدم (به انگلیسی: Al-Taqaddum Air Base) با کد فرودگاهی TQD، یک پایگاه هوایی است که در مرکز عراق و در ۷۴ کیلومتری غرب بغداد، در حبانیه و در ارتفاع ۸۴ متری از سطح دریا واقع شده‌است. بخش پروازگاه این پایگاه، دارای دو باند پروازی ۱۲۰۰۰ و ۱۳۰۰۰ فوتی است.

## تاریخچه
این پایگاه، توسط نیروی هوایی سلطنتی بریتانیا در سال ۱۹۵۲ با عنوان پایگاه تموذ ساخته شد. از سال ۲۰۰۴ و پس از آزادسازی عراق در سال ۲۰۰۳ این پایگاه به کمپ تقدم تغییر نام داده شد.
پس از این عملیات، تعداد قابل توجهی هواپیمای میگ-۲۵ و سوخو-۲۵ در بیابان‌های اطراف این فرودگاه پیدا شد که در خاک دفن شده بودند. این جنگنده‌ها توسط نیروهای آمریکایی بیرون کشیده شدند.